# Leucemia mielomonocítica aguda
Leucemia mielomonocítica aguda (LMMA) é uma forma da leucemia mielóide aguda que envolve proliferação de mieloblastos e monoblastos. Ela é chamada de M4 pela Classificação FAB.

## Diagnóstico laboratorial
Uma mistura de meioloblastos e monoblastos é achada no sangue e na medula óssea sendo que na medula geralmente ocorre mais de 30% de monoblastos. Uma forma variante pode ser encontrada, sendo chamada de M4Eo pela classificação FAB, com aumento de número de eosinófilos e inversão ou translocação do cromossomo 16.